# Nerocila heterozota
Nerocila heterozota is een pissebed uit de familie Cymothoidae. De wetenschappelijke naam van de soort is voor het eerst geldig gepubliceerd in 1970 door Ahmed.